# Grob G-120A
Grob G-120 – dwumiejscowy szkolny samolot zbudowany w niemieckiej wytwórni Grob Aircraft.